# Сібата (Ніїґата)

37°56′40″ пн. ш. 139°19′36″ сх. д. / 37.94444° пн. ш. 139.32667° сх. д.
Сіба́та (яп. 新発田市, しばたし, МФА: [ɕibata ɕi̥]) — місто в Японії, в префектурі Ніїґата.

## Короткі відомості
Розташоване в північно-східній частині префектури, на березі Японського моря, в басейні річки Сібата. Виникло на основі середньовічного призамкового містечка самурайського роду Сібата. В ранньому новому часі було центром автономного уділу Сібата, що очолювався родом Мідзоґуті. Отримало статус міста 1 січня 1947 року. Основою економіки сільське господарство, рисівництво, харчова і текстильна промисловість, комерція. В місті розташована база сухопутних Сил Самооборони Японії. Станом на 1 квітня 2009 площа міста становила 532,82 км². Станом на 1 червня 2011 населення міста становило 100 746 осіб.